# Сорокивская, Наталья Николаевна
Наталья Николаевна Сорокивская (род. 23 июля 1962) — советская и казахстанская легкоатлетка, специалистка по бегу на длинные дистанции и кроссу. Выступала за сборные СССР, СНГ и Казахстана по лёгкой атлетике во второй половине 1980-х — первой половине 1990-х годов, чемпионка СССР в беге на 10 000 метров и кроссе, действующая рекордсменка Казахстана в нескольких дисциплинах, участница ряда крупных международных стартов. Представляла Алма-Ату и Вооружённые силы. Тренер по лёгкой атлетике.

## Биография
Наталья Сорокивская родилась 23 июля 1962 года. Занималась лёгкой атлетикой в Алма-Ате, выступала за Казахскую ССР и Советскую Армию.
Впервые заявила о себе на всесоюзном уровне в сезоне 1983 года, когда в беге на 3000 метров стала седьмой на Мемориале братьев Знаменских в Москве и четвёртой на чемпионате страны в рамках VIII летней Спартакиады народов СССР в Москве.
В 1984 году в дисциплине 2,6 км одержала победу на чемпионате СССР по кроссу в Кисловодске, на дистанции 3000 метров заняла 14-е место на Мемориале братьев Знаменских в Сочи и седьмое место на чемпионате СССР в Донецке.
В 1985 году была седьмой на Мемориале Знаменских в Москве.
В 1986 году победила в дисциплине 5 км на чемпионате СССР по кроссу в Ессентуках, выиграла бронзовую медаль на чемпионате СССР по бегу на 10 000 метров в Ленинграде, стала бронзовой призёркой в дисциплине 5000 метров на чемпионате СССР в Киеве. Защищала честь страны на впервые проводившихся Играх доброй воли в Москве, где на 5000-метровой дистанции показала 11-й результат.
В 1987 году взяла бронзу в дисциплине 5 км на чемпионате СССР по кроссу в Ессентуках, в составе советской сборной стартовала на чемпионате мира по кроссу в Варшаве, где закрыла десятку сильнейших личного зачёта и вместе с соотечественницами стала бронзовой призёркой в женском командном зачёте. Помимо этого, в беге на 5000 метров стала второй в матчевой встрече со сборной ГДР в Карл-Маркс-Штадте, а в беге на 10 000 метров пришла к финишу третьей на Кубке Европы в Праге.
В 1988 году помимо прочего получила серебро в дисциплинах 3000 и 5000 метров на Мемориале Знаменских в Ленинграде, стала пятой на чемпионате СССР в Киеве и второй на Мемориале Владимира Куца в Москве.
В 1989 году в дисциплине 5 км выиграла серебряную медаль на чемпионате СССР по кроссу в Батуми, стала 20-й на кроссовом чемпионате мира в Ставангере, выиграв при этом женский командный зачёт. На чемпионате СССР в Горьком превзошла всех соперниц в беге на 10 000 метров, в той же дисциплине финишировала четвёртой на Кубке Европы в Гейтсхеде и третьей на Кубке мира в Барселоне.
В 1990 году на зимнем чемпионате СССР в Челябинске победила на дистанции 5000 метров, установив новый рекорд Европы — 15.48,34. Помимо этого, заняла 29-е место на чемпионате мира по кроссу в Экс-ле-Бен.
В 1991 году показала 11-й результат на кроссовом чемпионате мира в Антверпене и шестой результат в беге на 10 000 метров на Кубке Европы во Франкфурте.
В 1992 году представляла сборную СНГ на чемпионате мира по кроссу в Бостоне, заняла 23-е и 15-е места в личном и командном зачётах соответственно.
На кроссовом чемпионате мира 1993 года в Аморебьета-Эчано представляла уже Казахстан, показала 31-й результат в личном зачёте и 17-й в командном.
В 1994 году на чемпионате мира по кроссу в Будапеште заняла 72-е место в личном зачёте и 22-е в командном. Также показала 38-й результат на чемпионате мира по полумарафону в Осло.
Успешно выступала на различных коммерческих стартах в Европе, завершила активную спортивную карьеру по окончании сезона 1996 года.
Впоследствии вышла замуж за немецкого тренера Фолькера Вагнера и постоянно проживала в Германии, где так же занималась тренерской деятельностью.